# Svanen (film, 2023)
Svanen (originaltitel: The Swan) är en amerikansk komedifilm som hade premiär på Netflix den 28 september 2023. Filmen är regisserad av Wes Anderson, och baserad på Roald Dahls berättelse.

## Handling
Filmen kretsar kring pojkarna Ernie och Raymond, som gillar att mobba Peter Watson. När Ernie fyller 15 år får han ett gevär i present och de två vännerna bestämmer sig för att gå ut för att skjuta fåglar.

## Rollista (i urval)
- Ralph Fiennes
- Rupert Friend
- Asa Jennings